# Упразднённые муниципальные районы Российской Федерации
Упразднённые муниципальные районы, как муниципальные образования, ранее существовавшие в России, представлены в списке ниже.
В некоторых регионах упразднение муниципальных районов сопровождается преобразованиями на административно-территориальном уровне (обозначены в комментариях и примечаниях).
На 2021 год полностью упразднены муниципальные районы Калининградской, Магаданской, Московской, Сахалинской областей и Ставропольского края, на 2023 год - Удмуртии, Пермского края и некоторых других регионов.

## Список районов
Список районов разделён на четыре группы в их хронологической последовательности:
- упразднённые до 2003 года, до проведения муниципальной реформы;
- упразднённые в 2004—2009 годах, в ходе основного этапа реформы;
- упразднённые в 2010—2019 годах, после основного этапа реформы;
- упразднённые (упраздняемые) в 2019—2023 годах с введением нового вида муниципального образования — муниципального округа.

В комментариях указываются, если были, сопутствовавшие административно-территориальные преобразования.
В примечаниях указываются информация о последовавших преобразованиях и иного рода дополнительные сведения.
Остальные муниципальные районы предполагается упразднить в период 2023—2028 годов.

### Районы, упразднённые до проведения муниципальной реформы
Муниципальные образования, официально называвшиеся районами, упразднённые до 2003 года, то есть до проведения реформы местного самоуправления.
| Субъект РФ                                  | Муниципальный район                               | Год упразднения | Комментарии |
| ------------------------------------------- | ------------------------------------------------- | --------------- | --- |
| Воронежская область                         | Борисоглебский                                    | 1996            | 1996: мун. (адм.) район преобразован в город-район Борисоглебск, тип мун. образования — город, тип адм.-терр. ед. — город-район примечания |
| Краснодарский край                          | Анапский (город Анапа — Анапский район)           | 1994            | 1994: мун. образования Анапский район и город Анапа объединены в курорт Анапу (тип мун. образования — город) примечания                    |
| Приморский край                             | Дальнегорский                                     | 1997            | 1997: Дальнегорский мун. (адм.) район упразднён, н.п. отнесены в подчинение городу кр. подч. Дальнегорску примечания                       |
| Свердловская область                        | Сухоложский (город Сухой Лог — Сухоложский район) | 1995            | Преобразован в город Сухой Лог примечания                                                                                                  |
| Эвенкийский автономный округ (до 2007 года) | Байкитский Илимпийский Тунгусско-Чунский          | 2001 2002 2001  | 2001: упразднены Байкитский и Тунгусско-Чунский мун. районы, 2002: упразднён Илимпийский мун. район примечания                             |

### Районы, упразднённые в ходе муниципальной реформы
наверх к оглавлению
Районы, упразднённые в 2004—2009 годах, во время основного этапа муниципальной реформы.
В это время были сформированы муниципальные образования современного типа:
- муниципальные образования, официально называвшиеся районами, как правило, получили наименование муниципальных районов;
- внутрирайонные муниципальные образования всех видов были преобразованы в городские и сельские поселения
  - в составе трёх муниципальных районов сельские и городские поселения образованы не были — до настоящих дней из всех трёх районов сохранён Северо-Енисейский Красноярского края;
- муниципальные наименования, официально называвшиеся городами и посёлками, как правило, были преобразованы в городские округа;
  - за исключением муниципальных образований города федерального значения Санкт-Петербурга;
- внутригородские муниципальные образования городов федерального значения были сохранены;
- все внутригородские муниципальные образования в городах, не являвшихся городами федерального значения (районы и округа в том числе), были упразднены;
- уникальные муниципальные образования были также упразднены (муниципальные округа Ярославской области были преобразованы в муниципальные районы, Вепсская национальная волость Карелии была присоединена к Прионежскому муниципальному району).

Преобразование района в городской округ в 2004—2005 годах могло происходить двумя путями:
- муниципальное образование со статусом района было сразу в ходе реформы наделено статусом городского округа — такие районы отмечены звёздочкой (*);
- муниципальное образование со статусом района (также, реже, города) было наделено статусом муниципального района, а в дальнейшем муниципальный район был преобразован в городской округ либо объединён с другим муниципальным образованием (районом или городским округом).

Преобразование муниципального района в городской округ означало упразднение всех входящих в район сельских и городских поселений, а фактически (что иногда декларировалось) наделение городского поселения статусом городского округа и присоединение к нему всех других поселений (официальное определение городского округа было — городское поселение, не входящее в состав муниципального района).
| Субъект РФ                                                    | Муниципальный район                                          | Год упразднения | Комментарии |
| ------------------------------------------------------------- | ------------------------------------------------------------ | --------------- | --- |
| Архангельская область                                         | Котлас                                                       | 2005            | 2004: мун. обр. наделено статусом мун. района. 2006: мун. район преобразован в гор. округ                                                                             |
| Архангельская область                                         | Новая Земля                                                  | 2005            | 2004: мун. обр. наделено статусом мун. района (без поселений). 2006: мун. район преобразован в гор. округ                                                             |
| Архангельская область                                         | Соловецкий                                                   | 2005            | 2004: мун. обр. наделено статусом мун. района (без поселений). 2006: мун. район преобразован в мун. обр. (СП) Соловецкое Приморского мун. района                      |
| Белгородская область                                          | Губкинский (город Губкин и Губкинский район)                 | 2007            | Преобразован в гор. округ |
| Белгородская область                                          | Старооскольский (город Старый Оскол и Старооскольский район) | 2007            | Преобразован в гор. округ |
| Кемеровская область                                           | Междуреченский* (город Междуреченск — Междуреченский район)  | 2004            | Преобразован в Междуреченский гор. округ |
| Московская область                                            | Балашихинский*                                               | 2005            | Преобразован в гор. округ |
| Московская область                                            | Домодедовский*                                               | 2005            | Преобразован в гор. округ |
| Московская область                                            | Химкинский*                                                  | 2005            | 2004: все н.п. включены в состав Химок. 2005: преобразован в гор. округ Химки, адм. район преобразован в город обл. подч. Химки                                       |
| Московская область                                            |                                                              | примечания      | |
| Мурманская область                                            | Ковдорский*                                                  | 2005            | Преобразован в гор. округ (под названием мун. обр. Ковдорский район) примечания                                                                                       |
| Пензенская область                                            | Кондольский                                                  | 2006            | Объединены Кондольский и Пензенский мун. (адм.) районы, адм. центр Пензенского мун. (адм.) района утверждён в с. Кондоль                                              |
| Приморский край                                               | Лесозаводский* (город Лесозаводск — Лесозаводский район)     | 2004            | Преобразован в Лесозаводский гор. округ |
| Приморский край                                               | Уссурийский* (город Уссурийск — Уссурийский район)           | 2004            | Преобразован в Уссурийский гор. округ |
| Приморский край                                               |                                                              | примечания      | |
| Сахалинская область                                           | Александровск-Сахалинский*                                   | 2005            | Преобразован в гор. округ |
| Сахалинская область                                           | Анивский*                                                    | 2005            | Преобразован в гор. округ |
| Сахалинская область                                           | Долинский*                                                   | 2005            | Преобразован в гор. округ |
| Сахалинская область                                           | Корсаковский*                                                | 2005            | Преобразован в гор. округ |
| Сахалинская область                                           | Курильский*                                                  | 2005            | Преобразован в гор. округ |
| Сахалинская область                                           | Макаровский*                                                 | 2005            | Преобразован в гор. округ |
| Сахалинская область                                           | Невельский                                                   | 2009            | 2005: преобразован в гор. округ, гор. округ преобразован вторично в мун. район. 2009: мун. район преобразован в гор. округ                                            |
| Сахалинская область                                           | Ногликский*                                                  | 2005            | Преобразован в гор. округ |
| Сахалинская область                                           | Охинский*                                                    | 2005            | Преобразован в гор. округ |
| Сахалинская область                                           | Поронайский*                                                 | 2005            | Преобразован в гор. округ (в границах без пгт Вахрушев) |
| Сахалинская область                                           | Северо-Курильский*                                           | 2005            | Преобразован в гор. округ |
| Сахалинская область                                           | Смирныховский*                                               | 2005            | Преобразован в гор. округ |
| Сахалинская область                                           | Томаринский*                                                 | 2005            | Преобразован в гор. округ |
| Сахалинская область                                           | Тымовский*                                                   | 2005            | Преобразован в гор. округ |
| Сахалинская область                                           | Холмский*                                                    | 2005            | Преобразован в гор. округ |
| Сахалинская область                                           | Южно-Курильский*                                             | 2005            | Преобразован в гор. округ |
| Сахалинская область                                           |                                                              | примечания      | |
| Свердловская область                                          | Алапаевский*                                                 | 2004            | Преобразован в гор. округ |
| Свердловская область                                          | Артёмовский*                                                 | 2004            | Преобразован в гор. округ, город Артёмовский, относившийся к городам обл. подч., включён в состав адм. района                                                         |
| Свердловская область                                          | Артинский*                                                   | 2004            | Преобразован в гор. округ |
| Свердловская область                                          | Ачитский*                                                    | 2004            | Преобразован в гор. округ |
| Свердловская область                                          | Белоярский*                                                  | 2004            | Преобразован в гор. округ (в границах без пгт Верхнее Дуброво) |
| Свердловская область                                          | Богдановичский*                                              | 2004            | Преобразован в гор. округ, город Богданович, относившийся к городам обл. подч., включён в состав адм. района                                                          |
| Свердловская область                                          | Верхнесалдинский*                                            | 2004            | Преобразован в гор. округ, город Верхняя Салда, относившийся к городам обл. подч., включён в состав адм. района                                                       |
| Свердловская область                                          | Верхотурский уезд*                                           | 2004            | Преобразован в гор. округ |
| Свердловская область                                          | Гаринский*                                                   | 2004            | Преобразован в гор. округ |
| Свердловская область                                          | Ирбитский*                                                   | 2004            | Преобразован в гор. округ |
| Свердловская область                                          | Каменский*                                                   | 2004            | Преобразован в гор. округ (в состав гор. округа включён пос. Кодинский, на адм. уровне входящий в город Каменск-Уральский)                                            |
| Свердловская область                                          | Красноуфимский*                                              | 2004            | Преобразован в гор. округ |
| Свердловская область                                          | Невьянский*                                                  | 2004            | Преобразован в гор. округ (в границах без пгт Верх-Нейвинского), город Невьянск, относившийся к городам обл. подч., включён в состав адм. района                      |
| Свердловская область                                          | Нижнетуринский*                                              | 2004            | Преобразован в гор. округ |
| Свердловская область                                          | Новолялинский*                                               | 2004            | Преобразован в гор. округ |
| Свердловская область                                          | Пригородный*                                                 | 2004            | Преобразован в гор. округ (часть н.п. на уровне мун. устройства вошла в состав гор. округа Нижнего Тагила)                                                            |
| Свердловская область                                          | Пышминский*                                                  | 2004            | Преобразован в гор. округ |
| Свердловская область                                          | Ревдинский*                                                  | 2004            | Преобразован в гор. округ (в границах без города Дегтярска и подчинённых н.п.)                                                                                        |
| Свердловская область                                          | Режевской*                                                   | 2004            | Преобразован в гор. округ, город Реж, относившийся к городам обл. подч., включён в состав адм. района                                                                 |
| Свердловская область                                          | Серовский*                                                   | 2004            | Преобразован в гор. округ |
| Свердловская область                                          | Сысертский*                                                  | 2004            | Преобразован в гор. округ (в границах без города Арамиля и подчинённых н.п.)                                                                                          |
| Свердловская область                                          | Тавдинский*                                                  | 2004            | Преобразован в гор. округ, город Тавда, относившийся к городам обл. подч., включён в состав адм. района                                                               |
| Свердловская область                                          | Талицкий*                                                    | 2004            | Преобразован в гор. округ |
| Свердловская область                                          | Тугулымский*                                                 | 2004            | Преобразован в гор. округ |
| Свердловская область                                          | Туринский*                                                   | 2004            | Преобразован в гор. округ |
| Свердловская область                                          | Шалинский*                                                   | 2004            | Преобразован в гор. округ (в границах без пгт Староуткинска и подчинённых н.п.)                                                                                       |
| Свердловская область                                          |                                                              | примечания      | |
| Таймырский (Долгано-Ненецкий) автономный округ (до 2007 года) | Диксонский* Усть-Енисейский* Хатангский*                     | 2005            | 2005: упразднены Диксонский, Усть-Енисейский и Хатангский мун. районы, образован Таймырский Долгано-Ненецкий мун. район примечания                                    |
| Тульская область                                              | Новомосковский                                               | 2008            | ГП город Новомосковск преобразовано в гор. округ, мун. обр. Новомосковского мун. района объединены с Новомосковском (город Сокольники включён в состав Новомосковска) |
| Тюменская область                                             | Заводоуковский*                                              | 2005            | Мун. район (в границах города Заводоуковска и Заводоуковского адм. района) преобразован в Заводоуковский гор. округ                                                   |
| Чукотский автономный округ                                    | Беринговский                                                 | 2008            | Анадырский и Беринговский мун. районы объединены в Центральный мун. район, Центральный мун. район переименован в Анадырский                                           |
| Чукотский автономный округ                                    | Шмидтовский                                                  | 2008            | Иультинский и Шмидтовский мун. районы объединены в Восточный мун. район, Восточный мун. район переименован в Иультинский                                              |
| Чукотский автономный округ                                    |                                                              | примечания      | |

### Муниципальные районы, упразднённые в 2010—2019 годах
наверх к оглавлению
Муниципальные районы, упразднённые после проведения основного этапа муниципальной реформы до введения 1 мая 2019 года нового вида муниципального образования — муниципального округа.
| Субъект РФ                 | Муниципальный район                                  | Год упразднения | Комментарии |
| -------------------------- | ---------------------------------------------------- | --------------- | --- |
| Алтайский край             | Славгородский                                        | 2012            | Мун. (адм.) район объединён с гор. округом (городом кр. знач.) Славгородом |
| Белгородская область       | Алексеевский (Алексеевский район и город Алексеевка) | 2018            | Преобразован в гор. округ |
| Белгородская область       | Валуйский (город Валуйки и Валуйский район)          | 2018            | Преобразован в гор. округ |
| Белгородская область       | Грайворонский                                        | 2018            | Преобразован в гор. округ |
| Белгородская область       | Новооскольский                                       | 2018            | Преобразован в гор. округ |
| Белгородская область       | Шебекинский (Шебекинский район и город Шебекино)     | 2018            | Преобразован в гор. округ |
| Белгородская область       | Яковлевский                                          | 2018            | Преобразован в гор. округ |
| Брянская область           | Новозыбковский                                       | 2019            | Объединён с гор. округом Новозыбковом в Новозыбковский гор. округ |
| Волгоградская область      | Михайловский                                         | 2012            | Объединён с гор. округом городом Михайловкой |
| Иркутская область          | Ангарский                                            | 2014            | Преобразован в гор. округ |
| Калининградская область    | Багратионовский                                      | 2017            | 2004: преобразован в гор. округ (без городов Ладушкин и Мамоново с подчинёнными н.п.). 2008: гор. округ преобразован в мун. район. 2017: мун. район снова преобразован в гор. округ                                                                                          |
| Калининградская область    | Балтийский                                           | 2019            | 2004: гор. округ преобразован в мун. район. 2005: мун. район преобразован в гор. округ. 2007: преобразования 2004 и 2005 годов отменены. 2008: гор. округ снова преобразован в мун. район. 2019: мун. район преобразован в гор. округ                                        |
| Калининградская область    | Гвардейский                                          | 2014            | Преобразован в гор. округ |
| Калининградская область    | Гурьевский                                           | 2014            | 2004: мун. район преобразован в городской округ. 2008: гор. округ преобразован в мун. район. 2014: мун. район снова преобразован в гор. округ |
| Калининградская область    | Гусевский                                            | 2014            | 2004: мун. район преобразован в гор. округ. 2008: гор. округ преобразован в мун. район. 2014: мун. район снова преобразован в гор. округ |
| Калининградская область    | Зеленоградский                                       | 2016            | Преобразован в гор. округ |
| Калининградская область    | Краснознаменский                                     | 2016            | 2004: мун. район преобразован в гор. округ. 2008: городской округ преобразован в мун. район. 2016: мун. район снова преобразован в городской округ |
| Калининградская область    | Неманский                                            | 2017            | 2004: мун. район преобразован в гор. округ. 2008: гор. округ преобразован в мун. район. 2017: мун. район снова преобразован в гор. округ |
| Калининградская область    | Нестеровский                                         | 2018            | 2004: мун. район преобразован в гор. округ. 2008: гор. округ преобразован в мун. район. 2018: мун. район снова преобразован в гор. округ |
| Калининградская область    | Озёрский                                             | 2014            | 2004: мун. район преобразован в гор. округ. 2008: гор. округ преобразован в мун. район. 2014: мун. район снова преобразован в городской округ |
| Калининградская область    | Полесский                                            | 2017            | 2004: мун. район преобразован в гор. округ. 2008: гор. округ преобразован в мун. район. 2017: мун. район снова преобразован в гор. округ |
| Калининградская область    | Правдинский                                          | 2016            | Преобразован в гор. округ |
| Калининградская область    | Светлогорский                                        | 2018            | 2007: гор. округ преобразован в мун. район. 2018: мун. район преобразован в гор. округ |
| Калининградская область    | Славский                                             | 2016            | 2004: мун. район преобразован в гор. округ. 2008: гор. округ преобразован в мун. район. 2016: мун. район снова преобразован в гор. округ |
| Калининградская область    | Черняховский                                         | 2016            | 2004: мун. район преобразован в гор. округ. 2008: гор. округ преобразован в мун. район. 2016: мун. район снова преобразован в гор. округ |
| Калининградская область    |                                                      | примечания      | |
| Кировская область          | Богородский                                          | 2019            | Богородское ГП преобразовано в гор. округ, Ошланское СП объединено с гор. округом, в адм. районе упразднён сельский округ |
| Кировская область          | Санчурский                                           | 2019            | 2019: Санчурское ГП преобразовано в гор. округ, СП объединены с гор. округом, в адм. районе упразднены сельские округа |
| Кировская область          |                                                      | примечания      | |
| Коми                       | Вуктыл                                               | 2015            | Преобразован в гор. округ |
| Костромская область        | Мантуровский                                         | 2019            | Объединён с гор. округом городом Мантурово |
| Магаданская область        | Ольский                                              | 2015            | Преобразован в гор. округ |
| Магаданская область        | Омсукчанский                                         | 2015            | Преобразован в гор. округ |
| Магаданская область        | Северо-Эвенский                                      | 2015            | Преобразован в гор. округ |
| Магаданская область        | Среднеканский                                        | 2015            | Преобразован в гор. округ |
| Магаданская область        | Сусуманский                                          | 2015            | Преобразован в гор. округ |
| Магаданская область        | Тенькинский                                          | 2015            | Преобразован в гор. округ |
| Магаданская область        | Хасынский                                            | 2015            | Преобразован в гор. округ |
| Магаданская область        | Ягоднинский                                          | 2015            | Преобразован в гор. округ |
| Московская область         | Волоколамский                                        | 2019            | Преобразован в гор. округ, адм. район преобразован в город обл. подч. Волоколамск |
| Московская область         | Воскресенский                                        | 2019            | Преобразован в гор. округ, адм. район преобразован в город обл. подч. Воскресенск |
| Московская область         | Дмитровский                                          | 2018            | Преобразован в гор. округ, адм. район преобразован в город обл. подч. Дмитров |
| Московская область         | Егорьевский                                          | 2015            | Преобразован в гор. округ, адм. район преобразован в город обл. подч. Егорьевск |
| Московская область         | Зарайский                                            | 2017            | Преобразован в гор. округ, адм. район преобразован в город обл. подч. Зарайск |
| Московская область         | Истринский                                           | 2017            | Преобразован в гор. округ, адм. район преобразован в город обл. подч. Истру |
| Московская область         | Каширский                                            | 2015            | Преобразован в гор. округ, адм. район преобразован в город обл. подч. Каширу |
| Московская область         | Клинский                                             | 2017            | Преобразован в гор. округ, адм. район преобразован в город обл. подч. Клин |
| Московская область         | Коломенский                                          | 2017            | Объединён с гор. округом Коломной в Коломенский гор. округ, адм. район объединён с городом обл. подч. Коломной |
| Московская область         | Красногорский                                        | 2017            | Преобразован в гор. округ, адм. район преобразован в город обл. подч. Красногорск |
| Московская область         | Луховицкий                                           | 2017            | Преобразован в гор. округ, адм. район преобразован в город обл. подч. Луховицы |
| Московская область         | Люберецкий                                           | 2017            | Преобразован в гор. округ, адм. район преобразован в город обл. подч. Люберцы |
| Московская область         | Можайский                                            | 2018            | Преобразован в гор. округ, адм. район преобразован в город обл. подч. Можайск |
| Московская область         | Мытищинский                                          | 2015            | Преобразован в гор. округ, адм. район преобразован в город обл. подч. Мытищи |
| Московская область         | Наро-Фоминский                                       | 2017            | Преобразован в гор. округ, адм. район преобразован в город обл. подч. Наро-Фоминск |
| Московская область         | Ногинский                                            | 2018            | Часть н.п. передана в состав гор. округа (города обл. подч.) Электросталь, оставшаяся часть мун. (адм.) района преобразована в Богородский гор. округ (город обл. подч. Ногинск)                                                                                             |
| Московская область         | Одинцовский                                          | 2019            | Совместно с гор. округом Звенигородом преобразован в Одинцовский гор. округ, адм. район преобразован в город обл. подч. Одинцово, город обл. подч. Звенигород включён в состав города обл. подч. Одинцово                                                                    |
| Московская область         | Озёрский                                             | 2015            | Преобразован в гор. округ, адм. район преобразован в город обл. подч. Озёры |
| Московская область         | Орехово-Зуевский                                     | 2018            | Часть населённых пунктов передана в состав гор. округа (города обл. подч.) Орехово-Зуево, оставшаяся часть мун. (адм.) района преобразована в гор. округ (город обл. подч.) Ликино-Дулёво                                                                                    |
| Московская область         | Павлово-Посадский                                    | 2017            | Преобразован в гор. округ, адм. район преобразован в город обл. подч. Павловский Посад |
| Московская область         | Подольский                                           | 2015            | Объединён с гор. округами Подольском и Климовском в новообразованный гор. округ Подольск, адм. район объединён с городами обл. подч. Подольском и Климовском в новообразованный город обл. подч. Подольск (город Климовск непосредственно включён в состав города Подольска) |
| Московская область         | Пушкинский                                           | 2019            | Преобразован в гор. округ, адм. район преобразован в город обл. подч. Пушкино |
| Московская область         | Раменский                                            | 2019            | Преобразован в гор. округ, адм. район преобразован в город обл. подч. Раменское |
| Московская область         | Рузский                                              | 2017            | Преобразован в гор. округ, адм. район преобразован в город обл. подч. Рузу |
| Московская область         | Сергиево-Посадский                                   | 2019            | Преобразован в гор. округ, адм. район преобразован в город обл. подч. Сергиев Посад |
| Московская область         | Серебряно-Прудский                                   | 2015            | Преобразован в гор. округ, адм. район преобразован в пгт обл. подч. Серебряные Пруды |
| Московская область         | Серпуховский                                         | 2018            | Объединён с гор. округом Серпуховом. 2019: адм. район объединён с городом обл. подч. Серпуховом |
| Московская область         | Солнечногорский                                      | 2019            | Преобразован в гор. округ, адм. район преобразован в город обл. подч. Солнечногорск |
| Московская область         | Ступинский                                           | 2017            | Преобразован в гор. округ, адм. район преобразован в город обл. подч. Ступино |
| Московская область         | Талдомский                                           | 2018            | Преобразован в гор. округ, адм. район преобразован в город обл. подч. Талдом |
| Московская область         | Чеховский                                            | 2017            | Преобразован в гор. округ, адм. район преобразован в город обл. подч. Чехов |
| Московская область         | Шатурский                                            | 2017            | Преобразован в гор. округ, адм. район преобразован в город обл. подч. Шатуру |
| Московская область         | Шаховской                                            | 2015            | Преобразован в гор. округ, административный район преобразован в пгт обл. подч. Шаховская |
| Московская область         | Щёлковский                                           | 2019            | 2018: часть н.п. передана в состав гор. округа (города обл. подч.) Лосино-Петровского, оставшаяся часть мун. района преобразована в гор. округ Щёлково, соответствующая часть адм. района преобразована в город обл. подч. Щёлково                                           |
| Московская область         |                                                      | примечания      | |
| Нижегородская область      | Борский район                                        | 2010            | Преобразован в гор. округ, адм. район преобразован в город обл. знач. Бор |
| Нижегородская область      | Воротынский                                          | 2019            | Преобразован в гор. округ |
| Нижегородская область      | Выксунский                                           | 2011            | Преобразован в гор. округ, адм. район преобразован в город обл. знач. Выксу |
| Нижегородская область      | Кулебакский                                          | 2015            | Преобразован в гор. округ, адм. район преобразован в город обл. знач. Кулебаки |
| Нижегородская область      | Навашинский                                          | 2015            | Преобразован в гор. округ, адм. район преобразован в город обл. знач. Навашино |
| Нижегородская область      | Первомайский                                         | 2012            | Преобразован в гор. округ, адм. район преобразован в город обл. знач. Первомайск |
| Нижегородская область      | Перевозский                                          | 2017            | Преобразован в гор. округ, адм. район преобразован в город обл. знач. Перевоз |
| Нижегородская область      | Семёновский                                          | 2010            | Преобразован в гор. округ, адм. район преобразован в город обл. знач. Семёнов, сельсоветы упразднены |
| Нижегородская область      | Сокольский                                           | 2014            | Преобразован в гор. округ |
| Нижегородская область      | Чкаловский                                           | 2015            | Преобразован в гор. округ, адм. район преобразован в город обл. знач. Чкаловск |
| Нижегородская область      | Шахунский                                            | 2011            | Преобразован в гор. округ, адм. район преобразован в город обл. знач. Шахунью |
| Оренбургская область       | Абдулинский                                          | 2015            | Преобразован в Абдулинский гор. округ |
| Оренбургская область       | Гайский                                              | 2015            | Объединён с гор. округом городом Гаем в Гайский гор. округ |
| Оренбургская область       | Кувандыкский                                         | 2015            | Преобразован в Кувандыкский гор. округ |
| Оренбургская область       | Соль-Илецкий                                         | 2015            | Преобразован в Соль-Илецкий гор. округ |
| Оренбургская область       | Сорочинский                                          | 2015            | Объединён с гор. округом городом Сорочинском в Сорочинский гор. округ |
| Оренбургская область       | Ясненский                                            | 2015            | Преобразован в Ясненский гор. округ |
| Пермский край              | Верещагинский                                        | 2019            | Преобразован в гор. округ |
| Пермский край              | Горнозаводский                                       | 2018            | Горнозаводское ГП преобразовано в гор. округ, СП объединены с гор. округом |
| Пермский край              | Гремячинский                                         | 2018            | Гремячинское ГП преобразовано в гор. округ, СП объединены с гор. округом |
| Пермский край              | Губахинский                                          | 2012            | Губахинское ГП преобразовано в гор. округ, остальные два поселения объединены с гор. округом |
| Пермский край              | Добрянский                                           | 2019            | Преобразован в гор. округ |
| Пермский край              | Ильинский                                            | 2019            | Преобразован в гор. округ |
| Пермский край              | Кизеловский                                          | 2018            | Кизеловское ГП преобразовано в гор. округ, СП объединены с гор. округом |
| Пермский край              | Красновишерский                                      | 2019            | Преобразован в гор. округ |
| Пермский край              | Краснокамский                                        | 2018            | Краснокамское ГП преобразовано в гор. округ, остальные поселения объединены с гор. округом |
| Пермский край              | Лысьвенский                                          | 2011            | Преобразован в гор. округ |
| Пермский край              | Нытвенский                                           | 2019            | Преобразован в гор. округ |
| Пермский край              | Октябрьский                                          | 2019            | Преобразован в гор. округ |
| Пермский край              | Осинский                                             | 2019            | Преобразован в гор. округ |
| Пермский край              | Оханский                                             | 2018            | Оханское ГП преобразовано в гор. округ, СП объединены с гор. округом |
| Пермский край              | Очёрский                                             | 2019            | Преобразован в гор. округ |
| Пермский край              | Соликамский                                          | 2018            | Объединён с Соликамским гор. округом |
| Пермский край              | Суксунский                                           | 2019            | Преобразован в гор. округ |
| Пермский край              | Усольский                                            | 2018            | Объединён с гор. округом городом Березники |
| Пермский край              | Чайковский                                           | 2018            | Чайковское ГП преобразовано в гор. округ, сельские поселения объединены с гор. округом |
| Пермский край              | Чердынский                                           | 2019            | Преобразован в гор. округ |
| Пермский край              | Чернушинский                                         | 2019            | Преобразован в гор. округ |
| Пермский край              | Чусовской                                            | 2019            | Преобразован в гор. округ |
| Сахалинская область        | Углегорский                                          | 2017            | 2005: преобразован в гор. округ, гор. округ вторично преобразован в мун. район. 2017: мун. район преобразован в гор. округ |
| Ставропольский край        | Благодарненский                                      | 2017            | Преобразован в гор. округ |
| Ставропольский край        | Георгиевский                                         | 2017            | Объединён с гор. округом городом Георгиевском в Георгиевский гор. округ, город Георгиевск включён в состав территориального района с сохранением статуса города кр. знач. |
| Ставропольский край        | Изобильненский                                       | 2017            | Преобразован в гор. округ |
| Ставропольский край        | Ипатовский                                           | 2017            | Преобразован в гор. округ |
| Ставропольский край        | Кировский                                            | 2017            | Преобразован в гор. округ |
| Ставропольский край        | Минераловодский                                      | 2015            | Преобразован в гор. округ |
| Ставропольский край        | Нефтекумский                                         | 2017            | Преобразован в гор. округ |
| Ставропольский край        | Новоалександровский                                  | 2017            | Преобразован в гор. округ |
| Ставропольский край        | Петровский                                           | 2017            | Преобразован в гор. округ |
| Ставропольский край        | Советский                                            | 2017            | Преобразован в гор. округ |
| Тверская область           | Вышневолоцкий                                        | 2019            | Объединён с гор. округом Вышним Волочком в Вышневолоцкий городской округ, округ Вышний Волочёк (в границах города обл. знач. Вышнего Волочка) и адм. район объединены в Вышневолоцкий гор. округ, город обл. знач. Вышний Волочёк наделён статусом города окр. знач.         |
| Тверская область           | Кашинский                                            | 2018            | Преобразован в гор. округ, адм. район преобразован в округ, город р. знач. наделён статусом города окр. знач. |
| Тверская область           | Нелидовский                                          | 2018            | Преобразован в гор. округ, адм. район преобразован в округ, город р. знач. наделён статусом города окр. знач. |
| Тверская область           | Осташковский                                         | 2017            | Преобразован в гор. округ, адм. район преобразован в округ, город р. знач. наделён статусом города окр. знач. |
| Тверская область           | Удомельский                                          | 2015            | Преобразован в гор. округ, адм. район преобразован в округ, город р. знач. наделён статусом города окр. знач. |
| Тульская область           | Алексинский                                          | 2014            | Преобразован в гор. округ город Алексин (в границах без р.п. Новогуровского) |
| Тульская область           | Ефремовский                                          | 2014            | Преобразован в гор. округ город Ефремов |
| Тульская область           | Ленинский                                            | 2014            | Объединён с гор. округом городом Тулой |
| Тюменская область          | Голышмановский                                       | 2018            | Преобразован в гор. округ, в адм. районе упразднены сельские округа |
| Чукотский автономный округ | Иультинский                                          | 2015            | Преобразован в гор. округ Эгвекинот |
| Чукотский автономный округ | Провиденский                                         | 2015            | Преобразован в Провиденский гор. округ |
| Чукотский автономный округ | Чаунский                                             | 2015            | Преобразован в гор. округ Певек |
| Ярославская область        | Переславский                                         | 2018            | 2004: мун. округ преобразован в мун. район. 2018: мун. район объединён с гор. округом городом Переславлем-Залесским в новообразованный гор. округ город Переславль-Залесский                                                                                                 |

### Муниципальные районы, упразднённые с 1 мая 2019 года
наверх к оглавлению
Муниципальные районы, упразднённые после утверждения нового вида муниципального образования — муниципального округа. После введения муниципального округа преобразование муниципальных районов в городские округа было практически приостановлено, кроме того, в муниципальные округа начали преобразовываться муниципальные районы без городского населения.
| Субъект РФ                      | Муниципальный район       | Год упразднения | Комментарии |
| ------------------------------- | ------------------------- | --------------- | --- |
| Алтайский край                  | Залесовский               | 2021            | Преобразован в мун. округ, в адм. районе упразднены сельсоветы                                                                    |
| Алтайский край                  | Чарышский                 | 2022            | Преобразован в мун. округ (под названием мун. округ Чарышский район)                                                              |
| Амурская область                | Белогорский               | 2020            | Преобразован в мун. округ |
| Амурская область                | Бурейский                 | 2021            | Преобразован в мун. округ |
| Амурская область                | Завитинский               | 2021            | Преобразован в мун. округ |
| Амурская область                | Ивановский                | 2021            | Преобразован в мун. округ |
| Амурская область                | Ромненский                | 2020            | Преобразован в мун. округ |
| Амурская область                | Тындинский                | 2021            | Преобразован в мун. округ |
| Архангельская область           | Верхнетоемский            | 2021            | Преобразован в мун. округ |
| Архангельская область           | Вилегодский               | 2020            | Преобразован в мун. округ |
| Архангельская область           | Виноградовский            | 2021            | Преобразован в мун. округ |
| Архангельская область           | Каргопольский             | 2020            | Преобразован в мун. округ |
| Архангельская область           | Плесецкий                 | 2021            | Преобразован в мун. округ |
| Брянская область                | Жуковский                 | 2020            | Преобразован в мун. округ |
| Брянская область                | Стародубский              | 2020            | Объединён с гор. округом городом Стародубом в Стародубский мун. округ, в Стародубском адм. районе упразднены сельские адм. округа |
| Забайкальский край              | Каларский                 | 2020            | Преобразован в мун. округ |
| Забайкальский край              | Приаргунский              | 2020            | Преобразован в мун. округ |
| Камчатский край                 | Алеутский                 | 2020            | Преобразован в мун. округ |
| Кемеровская область             | Беловский                 | 2021            | Преобразован в мун. округ |
| Кемеровская область             | Гурьевский                | 2019            | Преобразован в мун. округ |
| Кемеровская область             | Ижморский                 | 2019            | Преобразован в мун. округ |
| Кемеровская область             | Кемеровский               | 2019            | Преобразован в мун. округ |
| Кемеровская область             | Крапивинский              | 2019            | Преобразован в мун. округ |
| Кемеровская область             | Ленинск-Кузнецкий         | 2019            | Преобразован в мун. округ |
| Кемеровская область             | Мариинский                | 2021            | Преобразован в Мариинский мун. округ                                                                                              |
| Кемеровская область             | Прокопьевский             | 2019            | Преобразован в мун. округ |
| Кемеровская область             | Промышленновский          | 2019            | Преобразован в мун. округ |
| Кемеровская область             | Тисульский                | 2020            | Преобразован в мун. округ |
| Кемеровская область             | Топкинский                | 2019            | Преобразован в мун. округ |
| Кемеровская область             | Тяжинский                 | 2019            | Преобразован в мун. округ |
| Кемеровская область             | Чебулинский               | 2019            | Преобразован в мун. округ |
| Кемеровская область             | Юргинский                 | 2019            | Преобразован в мун. округ |
| Кемеровская область             | Яйский                    | 2019            | Преобразован в мун. округ |
| Кемеровская область             | Яшкинский                 | 2019            | Преобразован в мун. округ |
| Кировская область               | Арбажский                 | 2020            | Преобразован в мун. округ, в адм. районе упразднены сельские округа                                                               |
| Кировская область               | Верхнекамский             | 2021            | Преобразован в мун. округ, в адм. районе упразднены сельские округа                                                               |
| Кировская область               | Кикнурский                | 2020            | Преобразован в мун. округ, в адм. районе упразднён сельский округ                                                                 |
| Кировская область               | Лебяжский                 | 2021            | Преобразован в мун. округ, в адм. районе упразднены сельские округа                                                               |
| Кировская область               | Лузский                   | 2021            | Преобразован в мун. округ, в адм. районе упразднёны сельский округ                                                                |
| Кировская область               | Мурашинский               | 2021            | Преобразован в мун. округ, в адм. районе упразднён сельский округ                                                                 |
| Кировская область               | Немский                   | 2021            | Преобразован в мун. округ, в адм. районе упразднены сельские округа                                                               |
| Кировская область               | Опаринский                | 2021            | Преобразован в мун. округ, в адм. районе упразднены сельские округа                                                               |
| Кировская область               | Пижанский                 | 2021            | Преобразован в мун. округ, в адм. районе упразднены сельские округа                                                               |
| Кировская область               | Свечинский                | 2020            | Преобразован в мун. округ, в адм. районе упразднён сельский округ                                                                 |
| Кировская область               | Унинский                  | 2021            | Преобразован в мун. округ, в адм. районе упразднены сельские округа                                                               |
| Кировская область               | Фалёнский                 | 2020            | Преобразован в мун. округ, в адм. районе упразднены сельские округа                                                               |
| Костромская область             | Кологривский район        | 2021            | Преобразован в мун. округ |
| Костромская область             | Межевской                 | 2021            | Преобразован в мун. округ |
| Костромская область             | город Нея и Нейский район | 2021            | Преобразован в мун. округ |
| Костромская область             | Парфеньевский             | 2021            | Преобразован в мун. округ |
| Красноярский край               | Пировский                 | 2019            | Преобразован в мун. округ, в 2021 году соответствующий адм. район преобразован в округ                                            |
| Красноярский край               | Тюхтетский                | 2020            | Преобразован в мун. округ, в 2021 году соответствующий адм. район преобразован в округ                                            |
| Красноярский край               | Шарыповский               | 2020            | Преобразован в мун. округ, в 2021 году соответствующий адм. район преобразован в округ                                            |
| Курганская область              | Альменевский              | 2021            | Преобразован в мун. округ, в адм. районе упразднены сельсоветы                                                                    |
| Курганская область              | Белозерский               | 2022            | Преобразован в мун. округ, в адм. районе упразднены сельсоветы                                                                    |
| Курганская область              | Звериноголовский          | 2021            | Преобразован в мун. округ, в адм. районе упразднены сельсоветы                                                                    |
| Курганская область              | Каргапольский             | 2021            | Преобразован в мун. округ, в адм. районе упразднены сельсоветы                                                                    |
| Курганская область              | Кетовский                 | 2022            | Преобразован в мун. округ, в адм. районе упразднены сельсоветы                                                                    |
| Курганская область              | Куртамышский              | 2021            | Преобразован в мун. округ, в адм. районе упразднены сельсоветы                                                                    |
| Курганская область              | Лебяжьевский              | 2020            | Преобразован в мун. округ, в адм. районе упразднены сельсоветы                                                                    |
| Курганская область              | Макушинский               | 2020            | Преобразован в мун. округ, в адм. районе упразднены сельсоветы                                                                    |
| Курганская область              | Каргапольский             | 2021            | Преобразован в мун. округ, в адм. районе упразднены сельсоветы                                                                    |
| Курганская область              | Мокроусовский             | 2021            | Преобразован в мун. округ, в адм. районе упразднены сельсоветы                                                                    |
| Курганская область              | Петуховский               | 2021            | Преобразован в мун. округ, в адм. районе упразднены сельсоветы                                                                    |
| Курганская область              | Половинский               | 2022            | Преобразован в мун. округ, в адм. районе упразднены сельсоветы                                                                    |
| Курганская область              | Сафакулевский             | 2022            | Преобразован в мун. округ, в адм. районе упразднены сельсоветы                                                                    |
| Курганская область              | Целинный                  | 2021            | Преобразован в мун. округ, в адм. районе упразднены сельсоветы                                                                    |
| Курганская область              | Частоозерский             | 2022            | Преобразован в мун. округ, в адм. районе упразднены сельсоветы                                                                    |
| Курганская область              | Шадринский                | 2021            | Преобразован в мун. округ, в адм. районе упразднены сельсоветы                                                                    |
| Курганская область              | Шатровский                | 2021            | Преобразован в мун. округ, в адм. районе упразднены сельсоветы                                                                    |
| Курганская область              | Шумихинский               | 2020            | Преобразован в мун. округ, в адм. районе упразднены сельсоветы                                                                    |
| Курганская область              | Щучанский                 | 2022            | Преобразован в мун. округ, в адм. районе упразднены сельсоветы                                                                    |
| Курганская область              | Юргамышский               | 2021            | Преобразован в мун. округ, в адм. районе упразднены сельсоветы                                                                    |
| Московская область              | Ленинский                 | 2019            | Преобразован в гор. округ, адм. район преобразован в город обл. подч. Видное                                                      |
| Московская область              | Лотошинский               | 2019            | Преобразован в гор. округ, адм. район преобразован в пгт обл. подч. Лотошино                                                      |
| Мурманская область              | Печенгский                | 2020            | Преобразован в мун. округ |
| Нижегородская область           | Балахнинский              | 2020            | Преобразован в мун. округ |
| Нижегородская область           | Богородский               | 2020            | Преобразован в мун. округ |
| Нижегородская область           | Бутурлинский              | 2020            | Преобразован в мун. округ |
| Нижегородская область           | Вадский                   | 2020            | Преобразован в мун. округ |
| Нижегородская область           | Дивеевский                | 2020            | Преобразован в мун. округ |
| Нижегородская область           | Ковернинский              | 2020            | Преобразован в мун. округ |
| Нижегородская область           | Кстовский                 | 2021            | Преобразован в мун. округ |
| Нижегородская область           | Лысковский                | 2020            | Преобразован в мун. округ |
| Нижегородская область           | Павловский                | 2020            | Преобразован в мун. округ |
| Нижегородская область           | Починковский              | 2020            | Преобразован в мун. округ |
| Нижегородская область           | Тоншаевский               | 2020            | Преобразован в мун. округ |
| Нижегородская область           | Уренский                  | 2020            | Преобразован в мун. округ |
| Новгородская область            | Волотовский               | 2020            | Преобразован в мун. округ |
| Новгородская область            | Марёвский                 | 2020            | Преобразован в мун. округ |
| Новгородская область            | Солецкий                  | 2020            | Преобразован в мун. округ |
| Новгородская область            | Хвойнинский               | 2020            | Преобразован в мун. округ |
| Орловская область               | Орловский                 | 2021            | Преобразован в мун. округ |
| Пермский край                   | Александровский           | 2019            | Преобразован в мун. округ |
| Пермский край                   | Бардымский                | 2019            | Преобразован в мун. округ |
| Пермский край                   | Берёзовский               | 2019            | Преобразован в мун. округ |
| Пермский край                   | Большесосновский          | 2021            | Преобразован в мун. округ |
| Пермский край                   | Гайнский                  | 2019            | Преобразован в мун. округ |
| Пермский край                   | Еловский                  | 2019            | Преобразован в мун. округ |
| Пермский край                   | Карагайский               | 2020            | Преобразован в мун. округ |
| Пермский край                   | Кишертский                | 2019            | Преобразован в мун. округ |
| Пермский край                   | Косинский                 | 2019            | Преобразован в мун. округ |
| Пермский край                   | Кочёвский                 | 2019            | Преобразован в мун. округ |
| Пермский край                   | Кудымкарский              | 2019            | Преобразован в мун. округ |
| Пермский край                   | Куединский                | 2020            | Преобразован в мун. округ |
| Пермский край                   | Кунгурский                | 2020            | Объединён с гор. округом Кунгуром в Кунгурский мун. округ                                                                         |
| Пермский край                   | Ординский                 | 2019            | Преобразован в мун. округ |
| Пермский край                   | Сивинский                 | 2020            | Преобразован в мун. округ |
| Пермский край                   | Уинский                   | 2019            | Преобразован в мун. округ |
| Пермский край                   | Частинский                | 2020            | Преобразован в мун. округ |
| Пермский край                   | Юрлинский                 | 2019            | Преобразован в мун. округ |
| Пермский край                   | Юсьвинский                | 2019            | Преобразован в мун. округ |
| Приморский край                 | Анучинский                | 2019            | Преобразован в мун. округ |
| Приморский край                 | Кавалеровский             | 2022            | Преобразован в мун. округ |
| Приморский край                 | Лазовский                 | 2020            | Преобразован в мун. округ |
| Приморский край                 | Октябрьский               | 2020            | Преобразован в мун. округ |
| Приморский край                 | Пограничный               | 2019            | Преобразован в мун. округ |
| Приморский край                 | Тернейский                | 2020            | Преобразован в мун. округ |
| Приморский край                 | Ханкайский                | 2020            | Преобразован в мун. округ |
| Приморский край                 | Хорольский                | 2020            | Преобразован в мун. округ |
| Приморский край                 | Чугуевский                | 2019            | Преобразован в мун. округ |
| Саратовская область             | Саратовский               | 2021—2022       | Объединён с гор. округом Саратовом, район как адм.-терр. единица упразднён, на его месте образован административный район         |
| Ставропольский край             | Александровский           | 2020            | Преобразован в мун. округ |
| Ставропольский край             | Андроповский              | 2020            | Преобразован в мун. округ |
| Ставропольский край             | Апанасенковский           | 2020            | Преобразован в мун. округ |
| Ставропольский край             | Арзгирский                | 2020            | Преобразован в мун. округ |
| Ставропольский край             | Будённовский              | 2020            | Преобразован в мун. округ |
| Ставропольский край             | Грачёвский                | 2020            | Преобразован в мун. округ |
| Ставропольский край             | Кочубеевский              | 2020            | Преобразован в мун. округ |
| Ставропольский край             | Красногвардейский         | 2020            | Преобразован в мун. округ |
| Ставропольский край             | Курский                   | 2020            | Преобразован в мун. округ |
| Ставропольский край             | Левокумский               | 2020            | Преобразован в мун. округ |
| Ставропольский край             | Новоселицкий              | 2020            | Преобразован в мун. округ |
| Ставропольский край             | Предгорный                | 2020            | Преобразован в мун. округ. 3 с.н.п. мун. округа (территориального района) переданы в город-курорт Кисловодск                      |
| Ставропольский край             | Степновский               | 2020            | Преобразован в мун. округ |
| Ставропольский край             | Труновский                | 2020            | Преобразован в мун. округ |
| Ставропольский край             | Туркменский               | 2020            | Преобразован в мун. округ |
| Ставропольский край             | Шпаковский                | 2020            | Преобразован в мун. округ |
| Тверская область                | Андреапольский            | 2019            | Преобразован в мун. округ, адм. район преобразован в округ, город р. знач. Андреаполь наделён статусом города окр. знач.          |
| Тверская область                | Весьегонский              | 2019            | Преобразован в мун. округ, адм. район преобразован в округ, город р. знач. Весьегонск р. знач. наделён статусом города окр. знач. |
| Тверская область                | Западвинский              | 2020            | Преобразован в мун. округ, адм. район преобразован в округ, город р. знач. Западная Двина наделён статусом города окр. знач.      |
| Тверская область                | Краснохолмский            | 2020            | Преобразован в мун. округ, адм. район преобразован в округ, город р. знач. Красный Холм наделён статусом города окр. знач.        |
| Тверская область                | Лесной                    | 2019            | Преобразован в мун. округ, адм. район преобразован в округ                                                                        |
| Тверская область                | Лихославльский            | 2021            | Преобразован в мун. округ, адм. район преобразован в округ, город р. знач. Лихославль наделён статусом города окр. знач.          |
| Тверская область                | Молоковский               | 2021            | Преобразован в мун. округ, адм. район преобразован в округ                                                                        |
| Тверская область                | Оленинский                | 2019            | Преобразован в мун. округ, адм. район преобразован в округ                                                                        |
| Тверская область                | Пеновский                 | 2020            | Преобразован в мун. округ, адм. район преобразован в округ                                                                        |
| Тверская область                | Рамешковский              | 2021            | Преобразован в мун. округ, адм. район преобразован в округ                                                                        |
| Тверская область                | Сандовский                | 2020            | Преобразован в мун. округ, адм. район преобразован в округ                                                                        |
| Тверская область                | Селижаровский             | 2020            | Преобразован в мун. округ, адм. район преобразован в округ                                                                        |
| Тверская область                | Спировский                | 2021            | Преобразован в мун. округ, адм. район преобразован в округ                                                                        |
| Удмуртия                        | Алнашский                 | 2021            | Преобразован в мун. округ (под названием мун. округ Алнашский район)                                                              |
| Удмуртия                        | Балезинский               | 2021            | Преобразован в мун. округ (под названием мун. округ Балезинский район)                                                            |
| Удмуртия                        | Вавожский                 | 2021            | Преобразован в мун. округ (под названием мун. округ Вавожский район)                                                              |
| Удмуртия                        | Воткинский                | 2021            | Преобразован в мун. округ (под названием мун. округ Воткинский район)                                                             |
| Удмуртия                        | Глазовский                | 2021            | Преобразован в мун. округ (под названием мун. округ Глазовский район)                                                             |
| Удмуртия                        | Граховский                | 2021            | Преобразован в мун. округ (под названием мун. округ Граховский район)                                                             |
| Удмуртия                        | Дебёсский                 | 2021            | Преобразован в мун. округ (под названием мун. округ Дебёсский район)                                                              |
| Удмуртия                        | Завьяловский              | 2021            | Преобразован в мун. округ (под названием мун. округ Завьяловский район)                                                           |
| Удмуртия                        | Игринский                 | 2021            | Преобразован в мун. округ (под названием мун. округ Игринский район)                                                              |
| Удмуртия                        | Камбарский                | 2021            | Преобразован в мун. округ (под названием мун. округ Камбарский район)                                                             |
| Удмуртия                        | Каракулинский             | 2021            | Преобразован в мун. округ (под названием мун. округ Каракулинский район)                                                          |
| Удмуртия                        | Кезский                   | 2021            | Преобразован в мун. округ (под названием мун. округ Кезский район)                                                                |
| Удмуртия                        | Кизнерский                | 2021            | Преобразован в мун. округ (под названием мун. округ Кизнерский район)                                                             |
| Удмуртия                        | Киясовский                | 2021            | Преобразован в мун. округ (под названием мун. округ Киясовский район)                                                             |
| Удмуртия                        | Красногорский район       | 2021            | Преобразован в мун. округ (под названием мун. округ Красногорский район)                                                          |
| Удмуртия                        | Малопургинский            | 2021            | Преобразован в мун. округ (под названием мун. округ Малопургинский район)                                                         |
| Удмуртия                        | Можгинский                | 2021            | Преобразован в мун. округ (под названием мун. округ Можгинский район)                                                             |
| Удмуртия                        | Сарапульский              | 2021            | Преобразован в мун. округ (под названием мун. округ Сарапульский район)                                                           |
| Удмуртия                        | Селтинский                | 2021            | Преобразован в мун. округ (под названием мун. округ Селтинский район)                                                             |
| Удмуртия                        | Сюмсинский                | 2021            | Преобразован в мун. округ (под названием мун. округ Сюмсинский район)                                                             |
| Удмуртия                        | Увинский                  | 2021            | Преобразован в мун. округ (под названием мун. округ Увинский район)                                                               |
| Удмуртия                        | Шарканский                | 2021            | Преобразован в мун. округ (под названием мун. округ Шарканский район)                                                             |
| Удмуртия                        | Юкаменский                | 2021            | Преобразован в мун. округ (под названием мун. округ Юкаменский район)                                                             |
| Удмуртия                        | Якшур-Бодьинский          | 2021            | Преобразован в мун. округ (под названием мун. округ Якшур-Бодьинский район)                                                       |
| Удмуртия                        | Ярский                    | 2021            | Преобразован в мун. округ (под названием мун. округ Ярский район)                                                                 |
| Чувашия                         | Красноармейский           | 2021            | Преобразован в мун. округ |
| Чувашия                         | Шумерлинский              | 2021            | Преобразован в мун. округ |
| Ямало-Ненецкий автономный округ | Красноселькупский         | 2021            | Преобразован в мун. округ (под названием мун. округ Красноселькупский район)                                                      |
| Ямало-Ненецкий автономный округ | Надымский                 | 2020            | Преобразован в мун. округ (под названием мун. округ Надымский район)                                                              |
| Ямало-Ненецкий автономный округ | Приуральский              | 2021            | Преобразован в мун. округ (под названием мун. округ Приуральский район), пгт Харп включён в состав гор. округа Лабытнанги         |
| Ямало-Ненецкий автономный округ | Пуровский                 | 2020            | Преобразован в мун. округ (под названием мун. Пуровский район)                                                                    |
| Ямало-Ненецкий автономный округ | Тазовский                 | 2020            | Преобразован в мун. округ (под названием мун. округ Тазовский район)                                                              |
| Ямало-Ненецкий автономный округ | Ямальский                 | 2021            | Преобразован в мун. округ (под названием мун. округ Ямальский район)                                                              |